# گودی فروگیجگاهی
گودی فروگیجگاهی، حفره تحت گیجگاهی یا حفره اینفراتمپورال (انگلیسی: Infratemporal fossa) فضای نسبتاً وسیعی است که در عقب ماگزیلا قرار می‌گیرد. این گودی در طرف بالا با گودی گیجگاهی مربوط است. مرز این دو گودی صفحه‌ای است که قوس گونه را به ستیغ فروگیجگاهی که مربوط به بال بزرگ استخوان پروانه‌ای (اسفنوئید) است وصل می‌کند.
جدار درونی این گودی، توسط سطح خارجی بال خارجی زائده بالی (پتریگوئید) و شکاف بالی‌بَرواره‌ای (پتریگوماگزیلاری) محدود می‌شود. جدار فوقانی این حفره از سطح تحتانی بال بزرگ پروانه‌ای و بخشی از صدف استخوان گیجگاهی تشکیل می‌شود. این گودی، در جلو با سطح خلفی استخوان فک بالا و استخوان زیگوماتیک مجاورت دارد و جدار خارجی آن از سطح داخلی راموس مندیبول و قوس زیگوماتیگ تشکیل می‌شود. در این حفره عناصر تشریحی مهمی قرار دارد که شامل عروق ماگزیلاری، عصب مندیبولار و شاخه‌های آن، گانگلیون‌اوتیک و عضلات پتریگوئید داخلی و خارجی می‌باشد. گودی فروگیجگاهی به توسّط شکاف کاسه چشمی تحتانی که بین استخوان فک بالا (ماگزیلا) و بال بزرگ اسفنوئید قرار دارد به حفره کساه چسم مربوط می‌شود. همچنین از طریق شکاف پتریگوماگزیلاری که درحد فاصل زایده پتریگوئیدو ماگزیلا قرار دارد به گودی بالی‌کامی (حفره تریگوپالاتین) مربوط می‌باشد.

## نگارخانه

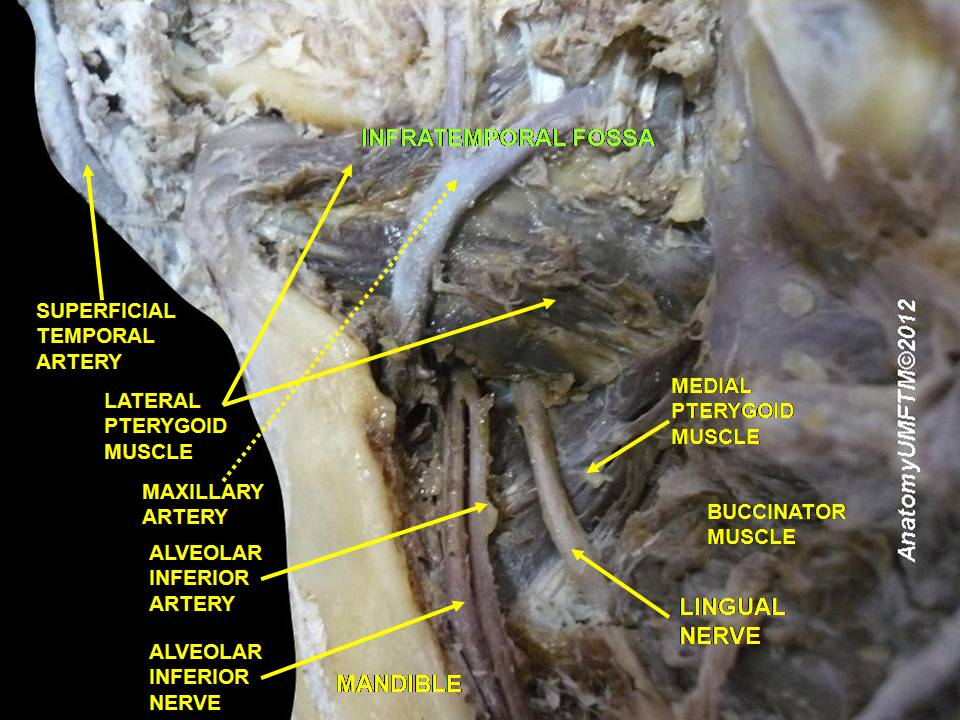
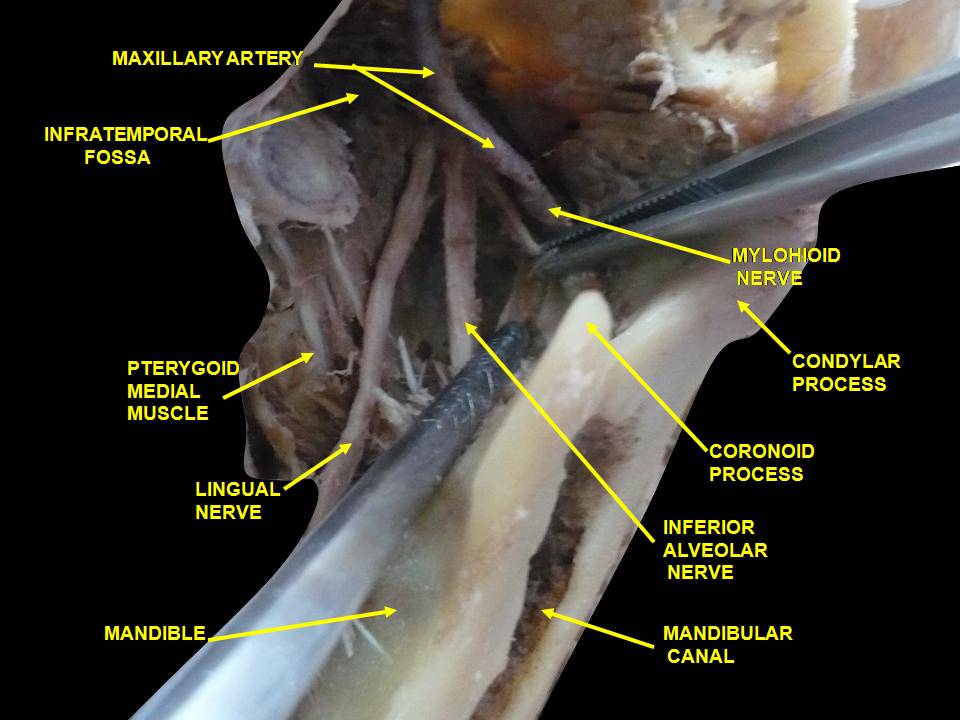